# Бортник В'ячеслав Ігорович
В'ячесла́в І́горович Бо́ртник (біл. Вячаслаў Бортнік, 22 червня 1974, м. Гомель, Білоруська РСР, СРСР) — білорусько-американський громадський діяч, правозахисник, педагог, мовознавець та психолог. Секретар Ради Білоруської Народної Республіки.

## Життєпис
Родина В'ячеслава Бортника походить з дворянських родів Гульовічей і Гатальських, а також німецького роду Піч.
Бортник закінчив Гомельський університет імені Франциска Скорини 1996 року. Має дипломи магістра політології і державного управління від Європейського Гуманітарного Університету (2004) і Американського університету (Вашингтон, 2010) відповідно. Навчався в Академії післядипломної освіти (Мінськ, 2001—2004). Також закінчив ряд міжнародних програм з прав людини в Монреалі, Женеві, Сан-Паулу і Варшаві. У Білорусі В'ячеслав Ігорович працював вчителем середньої школи у селі Носовічи (Добруський район), дитячим психологом в Гомелі, викладав психологію в Гомельському державному університеті та був радником численних неурядових спілок та організацій.
Бортник бере участь у білоруському правозахисному русі з 1995 року. Впродовж 2002—2006 років він очолював Білоруську філію Amnesty International. Брав активну участь у політичному житті Білорусі: у складі ініціативних груп кандидатів у президенти Юрія Глушакова і Олеся Міхалевича 2010 року. Бортник спостерігав за президентськими виборами 2010 року на виборчій ділянці у Вашингтоні. В'ячеслав Ігорович переслідувався білоруською владою за правозахисну діяльність та неодноразово був затриманий міліцією у 2005 і 2006 роках.
Бортник приєднався до Білорусько-американського об'єднання (БАЗА) 2008 року, де обіймав посади секретаря, керівника прес-служби, заступника голови та голови Вашингтонського гуртка БАЗА. Брав участь в організації численних акцій протесту проти режиму Лукашенка.
В еміграції з 2013 року. З червня 2015 року — член Головної Управи БАЗА, з 2015—2017 рр. — заступник голови. У 2016—2017 роках був одним з керівників Білоруського інституту Америки. У березні 2016 року Бортник був обраним Секретарем Ради БНР. З січня 2018 року Бортник виконує обов'язки Підскарбія Ради БНР. З травня 2018 року — голова Вашингтонського відділу БАЗА. У липні 2017 року Бортник був обраний до складу Великої Ради Асоціації білорусів світу «Бацькаўшчына». Постійно співпрацює з газетою «Biełarus», а також з білоруськими незалежними ЗМІ. Є головою Координаційної Групи з Євразії в Amnesty International (США). Має понад 100 публікацій стосовно прав людини, громадських організацій, міжнародного розвитку, освіти та інших, пов'язаним з цим питань. Володіє білоруською, російською, англійською, польською, німецькою та українською мовами.
До від'їзду до США був членом МГО «Маладыя сацыал-дэмакраты — Маладая Грамада» і Білоруської партії «Зелені». У США, попри незалежний статус, голосує разом з демократами. За вірою католик. Мешкає у Вашингтоні.